# Płaszczyzna zespolona
Zasugerowano, aby zintegrować ten artykuł z artykułem diagram Arganda (dyskusja). Nie opisano powodu propozycji integracji.
Płaszczyzna zespolona, płaszczyzna Gaussa – geometryczny model ciała liczb zespolonych {\displaystyle \mathbb {C} .} Płaszczyzna pełni w nim w stosunku do liczb zespolonych rolę analogiczną do roli, którą pełni prosta rzeczywista względem ciała liczb rzeczywistych.

Ilustracja płaszczyzny zespolonej wraz z jednostkami rzeczywistą i urojoną oraz przeciwnymi do nich wraz z zaznaczonym okręgiem jednostkowym.

Ilustracja liczby zespolonej jako wektora płaszczyzny zespolonej z wprowadzonym układem współrzędnych prostokątnych.

Na płaszczyźnie wprowadzamy najpierw prostokątny kartezjański układ współrzędnych, na który składają się dwie prostopadłe do siebie osie współrzędnych przecinające się we wspólnym początku {\displaystyle O.} Jedna z osi, oś {\displaystyle OX,} jest pozioma (oś odciętych), skierowana od lewej strony do prawej, a druga pionowa {\displaystyle OY} (oś rzędnych), jest skierowana od dołu do góry. Każdy punkt {\displaystyle z} płaszczyzny jest jednoznacznie opisywany przez dwie współrzędne: odciętą {\displaystyle x} i rzędną {\displaystyle y,} będące odpowiednio współrzędnymi rzutów punktu {\displaystyle z} na oś odciętych i oś rzędnych. Każdemu tak opisanemu punktowi płaszczyzny {\displaystyle z=(x,y)} można przyporządkować liczbę zespoloną {\displaystyle z=x+\mathbf {i} y}:
{\displaystyle z=(x,y)\mapsto \mathbf {z} =x+\mathbf {i} y,} gdzie {\displaystyle \mathbf {i} ={\sqrt {-1}}.}
Przyporządkowanie to jest różnowartościowe i obrazem płaszczyzny jest w nim zbiór wszystkich liczb zespolonych. Zatem oba zbiory można utożsamić. W związku z tym oś odciętych nazywa się osią rzeczywistą, a oś rzędnych – osią urojoną (od pierwiastka kwadratowego z minus jedynki, nazywanego pierwiastkiem urojonym). Zapisujemy to następująco:
{\displaystyle \operatorname {Re} (\mathbf {z} )=x,\operatorname {Im} (\mathbf {z} )=y.}
Działania na liczbach zespolonych określa się następująco. Niech
{\displaystyle \mathbf {z} _{1}=x_{1}+\mathbf {i} y_{1},\mathbf {z_{2}} =x_{2}+\mathbf {i} y_{2}.}
Wtedy
{\displaystyle \mathbf {z} _{1}+\mathbf {z_{2}} =(x_{1}+x_{2})+\mathbf {i} (y_{1}+y_{2}),}
{\displaystyle \mathbf {z} _{1}\cdot \mathbf {z_{2}} =(x_{1}\cdot x_{2}-y_{1}\cdot y_{2})+\mathbf {i} (x_{1}\cdot y_{2}+y_{1}\cdot x_{2}).}
Stąd wynika, że działania dodawania i mnożenia na płaszczyźnie można określić następująco:
{\displaystyle (x_{1},y_{1})+(x_{2},y_{2})=(x_{1}+x_{2},y_{1}+y_{2}),}
{\displaystyle (x_{1},y_{1})\cdot (x_{2},y_{2})=(x_{1}\cdot x_{2}-y_{1}\cdot y_{2},x_{1}\cdot y_{2}+y_{1}\cdot x_{2}).}
Z definicji tych wynika, że:
- Dla punktów leżących na osi rzeczywistej oba działania można utożsamić z działaniami na liczbach rzeczywistych.
- Dla dowolnego punktu {\displaystyle z=(x,y)} prawdziwa jest równość {\displaystyle (1,0)\cdot (x,y)=(x,y).}
- {\displaystyle (0,1)\cdot (0,1)=(-1,0)} i bardziej ogólnie {\displaystyle (0,1)\cdot (x,y)=(-y,x),} co oznacza, że mnożenie przez {\displaystyle (0,1)} można zinterpretować na płaszczyźnie jako obrót dokoła środka współrzędnych o kąt 90°.

## Interpretacja wektorowa liczb zespolonych
Wektorem na płaszczyźnie zespolonej nazywamy odpowiednio skierowany odcinek {\displaystyle ab,} gdzie {\displaystyle a,b\in \mathbb {C} .} Czasami mówi się nie o skierowanym odcinku, ale o parze uporządkowanej punktów. Punkt {\displaystyle a} nazywamy początkiem wektora, a punkt {\displaystyle b} nazywamy końcem wektora. Wektory {\displaystyle ab} i {\displaystyle cd} są równe, jeśli mają tę samą długość oraz są równoległe i jednakowo skierowane. Warunki te można zastąpić jednym:

Równość wektorów

Czworokąt abcd jest równoległobokiem.
Dla wektora {\displaystyle ab} można określić jego długość {\displaystyle |ab|} (długość odcinka {\displaystyle ab}) oraz współrzędne {\displaystyle [x,y],} które są różnicami odpowiednich współrzędnych końca i początku wektora: Jeśli {\displaystyle a=(x_{a},y_{a})} i {\displaystyle b=(x_{b},y_{b}),} to
{\displaystyle ab=[x,y]=[x_{b}-x_{a},y_{b}-y_{a}],}
{\displaystyle |ab|={\sqrt {x^{2}+y^{2}}}.}
Wektory można mnożyć przez liczby rzeczywiste: Jeśli {\displaystyle \alpha \in \mathbb {R} ,} to {\displaystyle \alpha \cdot ab=\alpha \cdot [x,y]=[\alpha x,\alpha y].}
Każdy wektor jest iloczynem pewnej liczby rzeczywistej nieujemnej (długości wektora) przez pewien wektor jednostkowy {\displaystyle e{:}}
{\displaystyle ab=|ab|\cdot {\bigg (}{\frac {1}{|ab|}}\cdot ab{\bigg )}=|ab|\cdot e.}
Każda liczba zespolona {\displaystyle z} wyznacza jednoznacznie wektor {\displaystyle Oz} (wektor zaczepiony w punkcie {\displaystyle O} o końcu w punkcie {\displaystyle z}). Każdy wektor jest równy dokładnie jednemu wektorowi o początku w punkcie {\displaystyle O.} Tak więc zbiór liczb zespolonych można utożsamić ze zbiorem wektorów na płaszczyźnie: {\displaystyle z\sim Oz.} Można zatem myśleć o liczbach zespolonych {\displaystyle z} jako o wektorach {\displaystyle z.} Długość wektora {\displaystyle z} nazywamy modułem liczby zespolonej {\displaystyle z} i oznaczamy ją {\displaystyle |z|.}
Dla dwóch wektorów {\displaystyle z_{1}} i {\displaystyle z_{2}} można określić ich sumę ({\displaystyle z_{1}} i {\displaystyle z_{2}} są końcami wektorów o wspólnym początku {\displaystyle O}). W tym celu należy poprowadzić wektor {\displaystyle z_{1}z_{3}} równy wektorowi {\displaystyle z_{2}.} Wtedy {\displaystyle z_{3}=z_{1}+z_{2}.} Suma tak określona jest przemienna, łączna i ma element neutralny – wektor zerowy.
Iloczyn wektorów (liczb zespolonych) {\displaystyle z_{1}} i {\displaystyle z_{2}} można określić dwustopniowo. Najpierw dla wektorów jednostkowych {\displaystyle e_{1}} i {\displaystyle e_{2},} gdzie {\displaystyle z_{1}=|z_{1}|\cdot e_{1}} i {\displaystyle z_{2}=|z_{2}|\cdot e_{2},} a następnie dla dowolnych liczb zespolonych, korzystając z równości:
{\displaystyle z_{1}\cdot z_{2}=(|z_{1}|\cdot |z_{2}|)\cdot (e_{1}\cdot e_{2}).}
Dla wektorów jednostkowych {\displaystyle e_{1}} i {\displaystyle e_{2}} ich iloczynem jest wektor jednostkowy, którego kąt nachylenia do dodatniego kierunku osi {\displaystyle Ox} jest sumą odpowiednich kątów nachylenia obu czynników.

## Przestrzeń liniowa

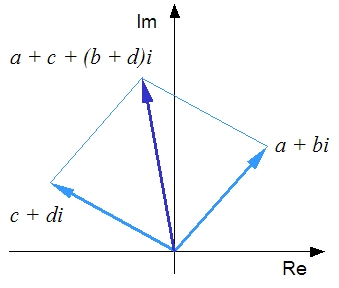
Ilustracja dodawania dwóch liczb zespolonych.

Ilustracja wektora przeciwnego jako wektora w symetrii środkowej względem początku.

## Struktura euklidesowa

Geometryczna reprezentacja i jej sprzężenia na płaszczyźnie zespolonej.

## Geometria syntetyczna

Ilustracja mnożenia dwóch liczb zespolonych

## Uogólnienie

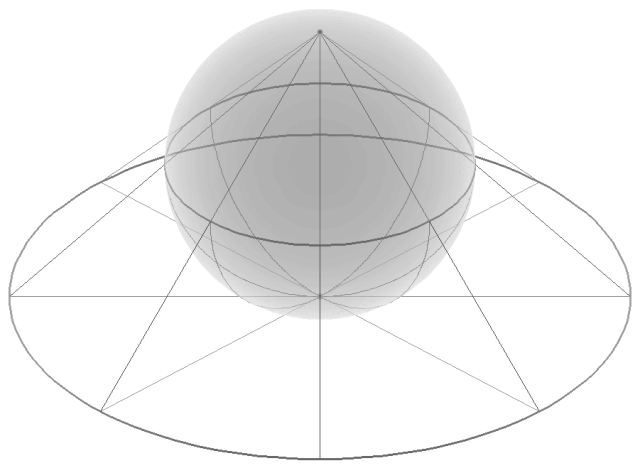
Sferę Riemanna można wyobrażać sobie jako płaszczyznę zespoloną zawiniętą na sferze (za pomocą pewnego rzutu stereograficznego).